# Chiesa di San Michele Arcangelo (Celle Ligure)
La chiesa di San Michele Arcangelo è un luogo di culto cattolico situato nel comune di Celle Ligure, in piazza San Michele, in provincia di Savona. La chiesa è sede della parrocchia omonima del vicariato di Albisola-Varazze della diocesi di Savona-Noli.
Si trova poco fuori dal centro abitato lungo la strada di collegamento con la frazione di Sanda e dei Ferrari nell'entroterra e il comune di Stella.

## Storia

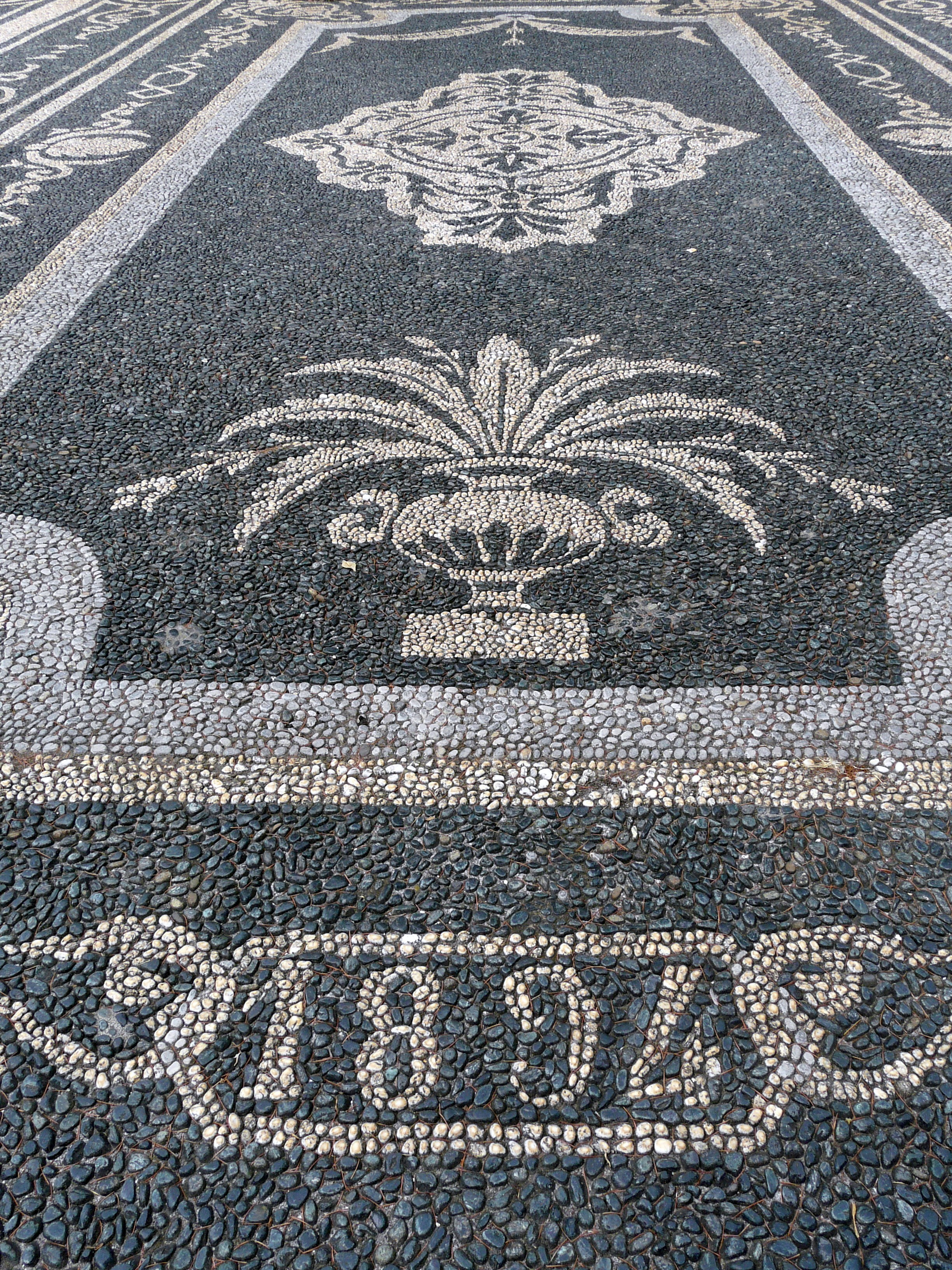
Il sagrato a ciottoli bianchi e neri antistante la chiesa

La dedicazione a san Michele Arcangelo induce a ritenere che un primitivo edificio fosse già esistente all'epoca delle invasioni longobarde, ma le notizie storiche iniziano solo a partire dal 1178. La chiesa medioevale, sorta al di fuori del centro storico su espressiva richiesta degli stessi abitanti, aveva orientamento est-ovest e anche per la sua poca capienza fu demolita nel giugno del 1620, nonostante la contrarietà di buona parte della comunità (soprattutto i più anziani), affettivamente legata all'antica struttura, della quale rimangono alcune strutture inglobate nella sagrestia e nella navata laterale destra, nonché il campanile romanico-gotico.
All'opera di realizzazione, il progetto della chiesa secondo alcune fonti sarebbe da attribuire a Salvatore Spotorno, parteciparono un buon numero di capomastri del luogo che tra il 1630 e il 1645, tra continue e spontanee donazioni da parte della popolazione, portarono al compimento la struttura. Il cantiere fu allestito in modo che le funzioni religiosi potessero svolgersi senza disturbo reciproco all'interno della medievale chiesa: sostanzialmente la nuova struttura fu edificata intorno al vecchio edificio religioso.
Alla consacrazione del "rinnovato" tempio religioso, cerimonia solenne presieduta dal vescovo di Savona monsignor Francesco Maria Spinola, in data 8 ottobre 1645, la chiesa si presenta come oggi a croce latina e a tre navate e con orientamento nord-sud. Il costo complessivo dell'opera, senza contare le prestazioni gratuite, è stato calcolato intorno alle quattrocentomila lire genovesi.
Inizialmente intonacata verrà col tempo abbellita di stucchi, dorature e decorazioni artistiche. Nell'altare maggiore furono murate le reliquie di san Marino e san Basilio.

## Descrizione

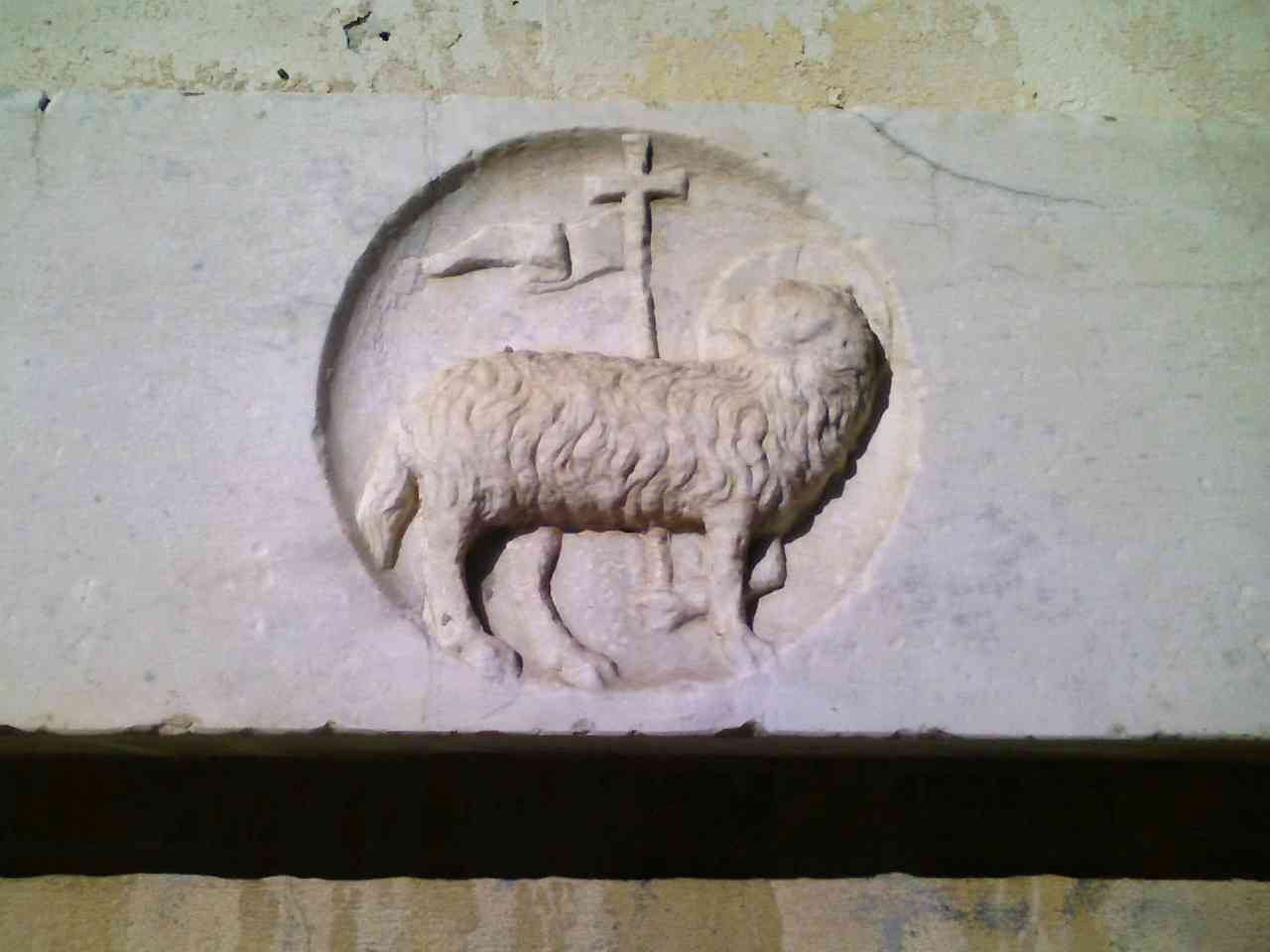
Antico architrave duecentesco

Alla chiesa si accede da una scalinata del 1881 che conduce al sagrato a ciottoli bianchi e neri datato al 1894. Nella facciata, restaurata nel 1828 e nel 1993, si aprono tre portoni sormontati da rosoni. Il corpo centrale termina con un lunettone affrescato del 1893, in cattivo stato di conservazione, raffigurante San Michele Arcangelo. L'interno è a tre navate divise da pilastri quadrati.

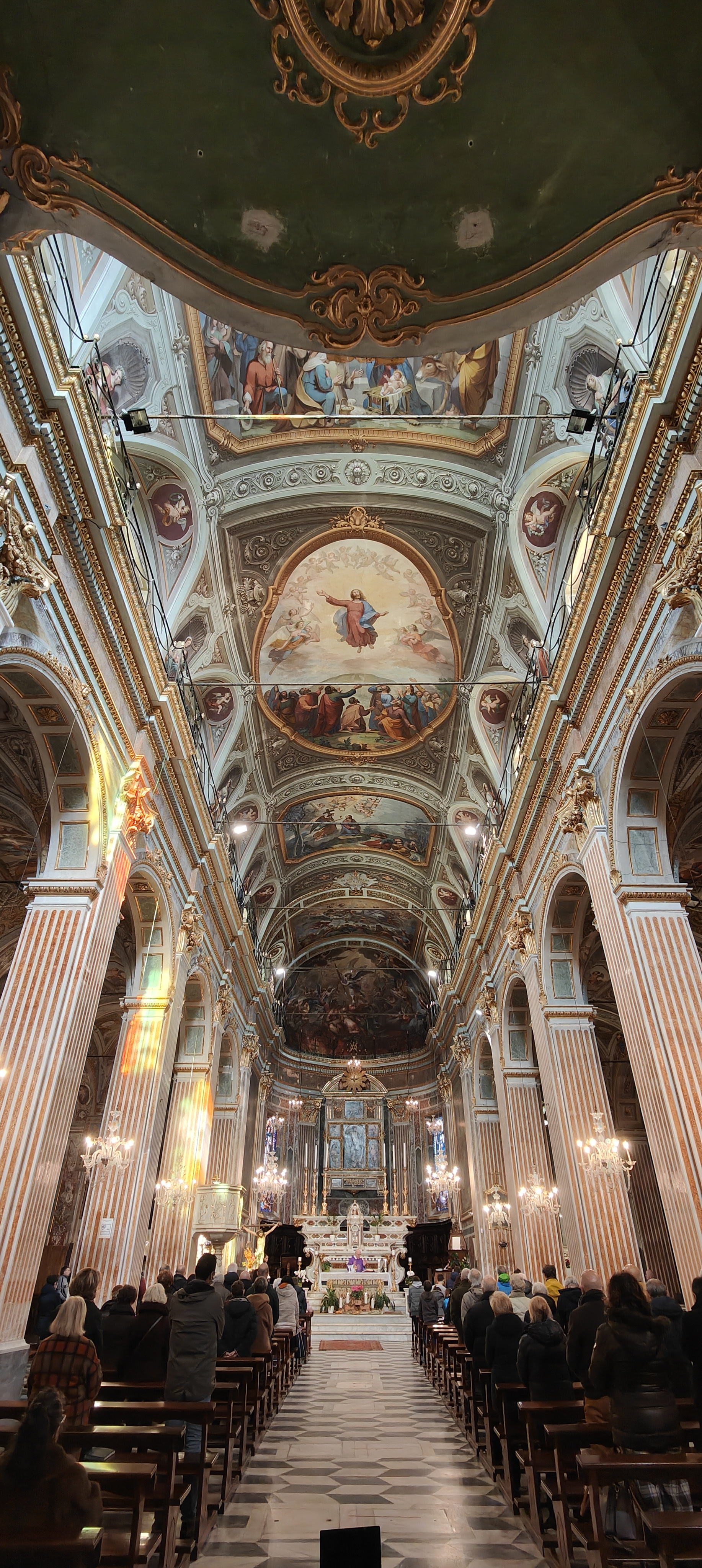
Foto degli interni con le volte affrescate

Le volte sono interamente affrescate e lungo le pareti si aprono undici cappelle laterali. Nel presbiterio l'altare del 1714 è circondato da un coro ligneo del 1682. Al centro si trova il polittico (olio su legno) di San Michele Arcangelo, dipinto nel 1535 da Perin del Vaga e commissionato dagli stessi pescatori di Celle Ligure; il quadro raffigura, nella cimasa, la crocifissione mentre al centro vi è la raffigurazione di san Michele che trafigge il diavolo con ai lati san Giovanni Battista, san Pietro e l'Annunciazione. Sulla destra del presbiterio si nota inoltre un pregevole crocefisso quattrocentesco.
Sulle pareti laterali sono conservate due tele di Protasio Girolamo Stambucchi del 1808, mentre gli affreschi del catino e della volta del presbiterio furono realizzati da Paolo Gerolamo Brusco. La navata centrale fu invece decorata da Pietro Ivaldi tra il 1867 e il 1868 con episodi della vita di Cristo. Da notare anche il pulpito settecentesco con scolpite immagini degli Evangelisti, di San Pietro e San Michele.

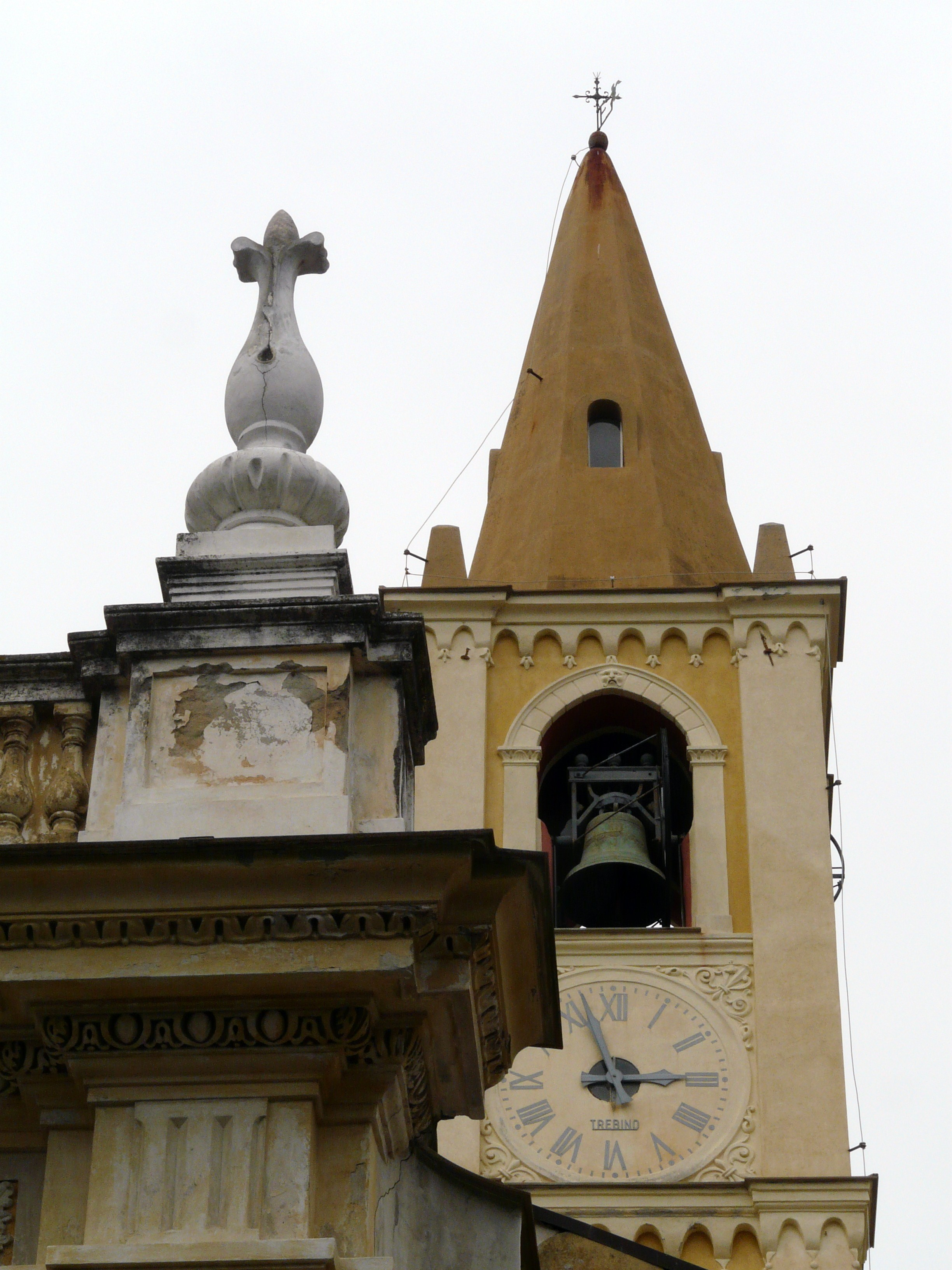
Il campanile

Tra le ricche cappelle laterali della navata sinistra vanno menzionate nella cappella del Carmine il dipinto Nostra Signora del Carmine, santa Teresa, sant'Antonio e santo Stefano del 1665 di Giovanni Bernardo Carbone; nella cappella del Rosario le tele Maria che incontra Elisabetta e Nostra Signora di Misericordia di Paolo Gerolamo Brusco e una statua lignea del 1713 della Madonna della scuola dello scultore Anton Maria Maragliano; nella cappella della Santissima Trinità la pala Maria incoronata dalla Santissima Trinità e i santi Giuseppe e Bernardo di Domenico Piola; nella cappella di San Carlo Borromeo il dipinto di San Carlo dinanzi alla Vergine col bimbo e i santi Pietro e Antonio.
Nella navata destra la cappella di San Biagio con la tela Vergine con san Francesco di Sales, una santa martire e san Biagio di Lorenzo De Ferrari; nella cappella di Sant'Antonio abate il dipinto Maria, Gesù Bambino, i santi Antonio e Benedetto e Caterina da Genova di scuola pittorica genovese del XVII secolo; nella cappella di San Giuseppe un'ancona del 1667 di Orazio De Ferrari e due tele Crocifissione e Santa Prassede di probabile datazione seicentesca; nella nona cappella vi è conservato il dipinto attribuito a Domenico Fiasella di Gesù che salva Pietro mentre affoga; nella cappella di San Francesco d'Assisi la tela di Giovanni Battista Bicchio raffigurante Madonna col Bambino e i santi Giovanni Battista, Giacomo apostolo e Benedetto; nella cappella di Sant'Anna le tele di San Lorenzo e Raffaele che accompagna Tobia, l'Immacolata con sant'Anna, San Nicolò da Bari e angeli, probabilmente proveniente dall'Italia meridionale; nella cappella del Suffragio conserva due tele con Cristo alla colonna e l'Addolorata.
Interessanti sono anche i mobili del XVI secolo della sagrestia, dove sono conservati anche un tabernacolo marmoreo, una statua processionale di San Michele Arcangelo e una pala di Sant'Anna, tutti del XV secolo, oltre che a diversi esempi di suppellettili e paramenti sacri del XVIII e XIX secolo. Vanno ricordate infine le statue alte cm 30 in terracotta per il presepe, create tra il 1860 e il 1880 da Antonio Brilla.
Nell'abside sono da evidenziare le due vetrate realizzate nel 1950-1951 da Amalia Panigati su disegni di Gianni Russian raffiguranti l'Arcangelo Gabriele e l'Arcangelo Raffaele.
Sulla cantoria barocca in controfacciata, si trova l'organo a canne, costruito nel 1912 dall'organaro cellese Gerolamo Mordeglia al posto di uno strumento del 1813 di Luigi Ciurlo Roccatagliata di cui venne conservata la cassa e parte del materiale fonico. È stato restaurato dalla ditta Alessandro Corno di Bernate di Arcore nel 1982, e da Graziano Interbartolo nel 2001. L'organo ha due tastiere di 58 note ed una pedaliera di 27. La sua disposizione fonica è la seguente: